# Método de Runge-Kutta-Fehlberg
En matemáticas, el método de Runge-Kutta-Fehlberg (o método de Fehlberg) es un algoritmo de análisis numérico para la resolución numérica de ecuaciones diferenciales ordinarias. Fue desarrollado por el matemático alemán Erwin Fehlberg y se basa en los métodos de Runge-Kutta. El método de Runge-Kutta-Fehlberg emplea un método {\displaystyle O(h^{4})} junto con un método {\displaystyle O(h^{5})} que se sirve de todos los puntos del primero, y por ello es conocido como RKF45. Desde entonces se han desarrollado métodos similares con diferentes pares de órdenes. Realizando un cálculo adicional a los requeridos por el método RK5, es posible estimar y controlar el error en la solución así como determinar automáticamente la longitud del paso con el que el método avanza en su cálculo de la solución, haciendo de este un método eficiente para problemas de integración numérica de ecuaciones diferenciales ordinarias.
Su tablero de Butcher es:
|  | 0     |           |            |            |             |        |      |
|  | 1/4   | 1/4       |            |            |             |        |      |
|  | 3/8   | 3/32      | 9/32       |            |             |        |      |
|  | 12/13 | 1932/2197 | −7200/2197 | 7296/2197  |             |        |      |
|  | 1     | 439/216   | −8         | 3680/513   | −845/4104   |        |      |
|  | 1/2   | -8/27     | 2          | −3544/2565 | 1859/4104   | −11/40 |      |
|  |       | 25/216    | 0          | 1408/2565  | 2197/4104   | -1/5   |      |
|  |       | 16/135    | 0          | 6656/12825 | 28561/56430 | −9/50  | 2/55 |

La primera fila de coeficientes determina el método de cuarto orden, y la segunda fila el de quinto orden.